# سوبتشیتسه
سوبتشیتسه (به لاتین: Sobčice) یک منطقهٔ مسکونی در جمهوری چک است که در شهرستان ییچین واقع شده‌است.